# John Fritz
John Fritz (1822-1913) – amerykański inżynier, organizator przemysłu i wynalazca. W 1857 roku skonstruował walcarkę trio, a w 1873 zbudował linię walcowniczą. Fritz był samoukiem. W 1902 roku został odznaczony za osiągnięcia w dziedzinie inżynierii. Na jego cześć nagrodę w dziedzinie inżynierii nazwano John Fritz Medal i jest ona przyznawana do dziś.